# Paul Baumgarten (1900–1984)
Paul Baumgarten (ur. 5 maja 1900 w Tylży, zm. 8 października 1984 w Berlinie) – niemiecki architekt, członek Akademii Sztuk Pięknych w Berlinie w latach 1957–1984.
W latach 1919–1924 studiował architekturę na politechnikach w Gdańsku i Berlinie. W okresie międzywojennym projektował domy jednorodzinne i zespoły budynków mieszkalnych. Początkowo pracował w biurze architektonicznym Mebes & Emmerich w Berlinie, w 1932 roku rozpoczął samodzielną działalność. W latach 1957–1984 należał do Akademii Sztuk Pięknych w Berlinie. Po II wojnie światowej stał się znany za sprawą odbudowy gmachu parlamentu Rzeszy w Berlinie w latach 1961–1973.
Podczas II wojny światowej pracował w Toruniu. W latach 1940–1942 uczestniczył w pracach nad modernizacją Teatru Miejskiego i Dworu Artusa. Wraz z Hansem Döllgastem i innymi anonimowymi architektami uczestniczył w pracach nad przebudową zabudowania Torunia. Baumgarten jest autorem m.in. projektu ujednolicenia zabudowy kamienic przy ul. Mikołaja Kopernika (w tym Domu Kopernika) z 1942 roku.